# Prins S. en De Geit
Prins S. en De Geit (Den Haag) is een Nederlandse band bestaande uit zanger Scott Beekhuizen, bassist Marne Miesen en producer Daniel Ortgiess. 
Op 7 mei 2021 verscheen hun debuutsingle 'Nacht'. Dit nummer werd door Rob Janssen en Wijnand Speelman opgemerkt in het programma NPO 3FM-programma Partij voor de Vrijdag. De band mocht een aantal keer in de 3FM Live Box optreden. In de zomer van 2022 speelde de band op o.a. Noorderslag, Appelpop en Lowlands. Voor de protestactie 'Unmute Us' schreef de band het nummer 'Mijn Kerk' op God Is a DJ van Faithless. Op 21 november 2022 werd het Haagse trio uitgeroepen tot 3FM Talent. Op 25 november 2022 kwam hun debuutalbum 'Rood Staan Hard Gaan' uit. 29 maart 2024 volgde hun tweede album 'Partijtje'. 
Prins S. en De Geit speelde in de zomer van 2023 op Pinkpop. In juli 2023 kondigden ze een najaarsclubtour aan. Eind 2023 werd een voorjaarstour aangekondigd. In 2024 stond Prins S. en De Geit op Rock Werchter en op Lowlands. In 2024 en 2025 deed de band een tour langs diverse Nederlandse theaters, onder de titel Theaterpartijtje.

## Hersenbloeding
Op 14 maart 2022 kreeg bassist Marne Miesen een hersenbloeding, waardoor hij in coma belandde. Naar eigen zeggen moest hij alles weer opnieuw leren. Hij zou over straat hebben gelopen en met zijn hoofd op de trambaan zijn beland, waardoor hij zijn oogkassen brak. Volgens frontman Scott Beekhuizen vertelden de artsen hun dat het einde verhaal was. Beekhuizen en Ortgiess hebben een aantal optredens met z'n tweeën gegeven. Uiteindelijk is Miesen weer mee gaan touren. Beekhuizen en Ortgiess schreven het nummer Zwarte sneeuw over deze periode.

## Discografie

### Studioalbums
- Rood Staan Hard Gaan (25 november 2022)
- Partijtje (29 maart 2024)

### Singles
- "Nacht"
- "Kinderboerderij (Keiblij)"
- "Rikkie"
- "Kan je niet maken"
- "Als de zon opkomt"
- "Wat jij wil"
- "Zwarte sneeuw"
- "Gastenlijst"
- "Kladblok"
- "De Duck"
- "Goochelaar"
- "Vlaflip"
- "Grabbelton"
- "Yvo"
- "Heilige Nacht" (kerstversie van "Nacht")